# 부여 능산리 사지
부여 능산리 사지(扶餘 陵山里 寺址)는 대한민국 충청남도 부여군 부여읍 능산리에 있는 백제시대의 절터이다. 부여 능산리사지 석조사리감에 의하면 위덕왕 치세기인 567년에 창건된 것으로 추정된다. 2001년 9월 29일 대한민국의 사적 제434호로 지정되었다.
능산리 사지는 부여 능산리 고분군(사적 제14호)과 부여 나성(사적 제58호) 사이에 위치한 백제시대 절터유적으로, 1992년부터 시작된 발굴조사 결과 중문, 목탑, 금당, 강당이 남북 일직선상에 배치된 이른바 일탑일금당(一塔一金堂)의 전형적인 백제 가람형식을 하고 있는 것으로 밝혀졌다.
특히 1993년 이 절터 내의 공방(工房)으로 생각되는 건물터에서 '백제금동대향로'가 출토되어 백제의 금속공예기술 및 예술적 역량을 파악하는 자료가 되었다. 또한 이 향로와 함께 출토된 부여 능산리사지 석조사리감에는 사리를 모신 때와 공양자 및 절이 세워진 연대를 알 수 있는 글자가 새겨져 있어 매우 귀중한 유물로 평가된다.
사리감에 새겨진 기록으로 보아 이 절은 왕실에서 지은 국가 사찰로 왕릉으로 추정되는 능산리고분군에 축원을 빌기 위한 사찰이었을 가능성이 매우 높다. 창건연대와 더불어 삼국시대의 역사학과 건축공학, 고고학, 미술사학의 연구에 있어 매우 중요한 유적으로 평가된다.

## 고고학
능산리 사지의 대지는 부여 나성 기저부의 제작부와 유사한 방식으로 제작되었다. 사찰을 조성하기 전 초기건물군이 있었던 것이 밝혀졌는데, 성왕의 사망으로 추복사찰로 조성된 것으로 여겨진다. 사찰에 사용된 기와를 만들던 가마터도 조성되었는데 이들 위에 사찰이 조성되었다.
1탑1금당의 가람 배치를 갖고 있는데, 이는 부여 정림사지, 부여 군수리 사지등과 일치한다. 이후 부여 왕흥사지의 정형화된 가람배치로 가는 중간 형태로 여겨진다.
7세기에 폐사되어 관공방으로 운영되었는데, 7세기 중엽에 공방의 역할을 중단한 것으로 추정된다.

## 같이 보기
- 부여 능산리 고분군
- 부여 나성

## 참고 자료
- 부여 능산리 사지 - 국가유산청 국가유산포털